# Paris-Roubaix 1927
Paris-Roubaix din 1927 a fost a 28-a ediție a Paris-Roubaix, o cursă clasică de ciclism de o zi din Franța. Evenimentul a avut loc pe 17 aprilie 1927 și s-a desfășurat pe o distanță de 270 de kilometri de la Paris până la velodromul din Roubaix. Câștigătorul a fost Georges Ronsse din Belgia.

## Rezultate
| Loc | Ciclist                     | Timp       |
| --- | --------------------------- | ---------- |
| 1   | Georges Ronsse (BEL)        | 8h 32' 20" |
| 2   | Joseph Curtel (FRA)         | +0' 00"    |
| 3   | Charles Pélissier (FRA)     | +0' 00"    |
| 4   | Julien Delbecque (BEL)      | +0' 00"    |
| 5   | Adelin Benoit (BEL)         | +0' 00"    |
| 6   | Romain Bellenger (FRA)      | +0' 00"    |
| 7   | René Hamel (FRA)            | +0' 00"    |
| 8   | André Verbist (BEL)         | +0' 00"    |
| 9   | Léopold-Albert Matton (FRA) | +0' 00"    |
| 10  | Alex Maes (BEL)             | +0' 00"    |